# Autocesta A4
 Ovo je glavno značenje pojma Autocesta A4. Za druga značenja pogledajte Autocesta A4 (razdvojba).
Autocesta A4 ("Varaždinska autocesta"), ide od Goričana na mađarskoj granici prema Zagrebu. Povezuje Zagreb s Varaždinom i Čakovcem.
Na ovoj autocesti se plaća cestarina.

## Objekti na autocesti
| Naziv objekta                 | Vrsta objekta | Dužina  | Slika |
| ----------------------------- | ------------- | ------- | ----- |
| granični prijelaz s Mađarskom | -             | -       |       |
| čvor Goričan                  | čvor          | -       |       |
| čvor Čakovec                  | čvor          | -       |       |
| most Derivacioni kanal        | most          | 211,9 m |       |
| most Drava                    | most          | 507,7 m |       |
| čvor Ludbreg                  | čvor          | -       |       |
| odmorište Varaždin            | odmorište     | -       |       |
| most Plitvica                 | most          | 369,3 m |       |
| čvor Varaždin                 | čvor          | -       |       |
| vijadukt Bukovje              | vijadukt      | 175,9 m |       |
| tunel Vrtlinovec              | tunel         | 575 m   |       |
| čvor Varaždinske Toplice      | čvor          | -       |       |
| tunel Hrastovec               | tunel         | 510,5 m |       |
| vijadukt Boričevec            | vijadukt      | 438,3 m |       |
| odmorište Ljubešćica          | odmorište     | -       |       |
| čvor Novi Marof               | čvor          | -       |       |
| vijadukt Možđenec             | vijadukt      | 218,7 m |       |
| vijadukt Dugi Vrh             | vijadukt      | 458,7 m |       |
| vijadukt Žukci                | vijadukt      | 158,7 m |       |
| vijadukt Visočka Steza        | vijadukt      | 188,7 m |       |
| vijadukt Šajan                | vijadukt      | 368,7 m |       |
| vijadukt Paka                 | vijadukt      | 398,7 m |       |
| most Paka                     | most          | 338,7 m |       |
| vijadukt Visočki Kraj         | vijadukt      | 248,7 m |       |
| čvor Breznički Hum            | čvor          | -       |       |
| čvor Komin                    | -             | -       |       |
| čvor Sveta Helena             | -             | -       |       |
| odmorište Sesvete             | odmorište     | -       |       |
| čvor Popovec                  | čvor          | -       |       |
| čvor Sesvete                  | čvor          | -       |       |
| čvor Zagreb istok             | čvor          | -       |       |

Popis objekata napravljen po brošuri Autocesta A4 - Goričan Zagreb - Most Mura  Arhivirana inačica izvorne stranice od 13. kolovoza 2014. (Wayback Machine).

## Vanjske poveznice
- Autocesta A4 na stranicama Hrvatske udruge koncesionara za autoceste s naplatom cestarine  Arhivirana inačica izvorne stranice od 24. rujna 2015. (Wayback Machine)
- Popis izlaza
- Odluka o označavanju autocesta